# KV Mechelen
KV Mechelen är en fotbollsklubb i Mechelen i Belgien, grundad 1904, som haft ett framgångsrikt herrlag.

## Historia
Mechelen blev belgiska mästare första gången 1943 och återigen 1946. Under 1960- och 1970-talet pendlade klubben mellan första- och andraligan. Mechelen hade sina största framgångar i slutet av 1980-talet då John Cordier finansierade klubben. 1988 vann klubben Cupvinnarcupen efter finalseger mot Ajax med 1-0 med spelare som Michel Preud'homme, Graeme Rutjes, Erwin Koeman, Marc Emmers och Leo Clijsters.

## Meriter
- Belgiska mästare (4): 1943, 1946, 1948, 1989
- Belgiska cupen (2): 1987, 2019
- Cupvinnarcupen (1): 1988
- UEFA Super Cup (1): 1988

## Spelare

### Spelartrupp
| 1  | Belgien | Gaëtan Coucke   | 3 november 1998  | Genk (-20)         |
| 15 | Belgien | Yannick Thoelen | 18 juli 1990     | Gent (-19)         |
| 31 | Belgien | Senne Carleer   | 20 maj 2003      | KV Mechelen        |
| 32 | Belgien | Maxime Wenssens | 17 november 2001 | Sint-Truiden (-20) |

| 2  | Belgien       | Iebe Swers           | 27 december 1996 | Seraing (-21)       |
| 3  | Nederländerna | Lucas Bijker         | 4 mars 1993      | Cádiz (-18)         |
| 5  | Nederländerna | Sandy Walsh          | 14 mars 1995     | Zulte Waregem (-20) |
| 18 | Belgien       | Alec Van Hoorenbeeck | 30 december 1998 | KV Mechelen         |
| 22 | Belgien       | Dylan Dassy          | 18 januari 2003  | KV Mechelen         |
| 23 | Frankrike     | Thibault Peyre       | 3 oktober 1992   | Union SG (-19)      |
| 30 | Belgien       | Jordi Vanlerberghe   | 27 juni 1996     | Club Brügge (-19)   |
| 34 | Nederländerna | Rick van Drongelen   | 20 december 1998 | Union Berlin (-22)  |
| -  | Sverige       | Victor Wernersson    | 6 juli 1995      | IFK Göteborg (-20)  |

| 4  | Belgien   | Dries Wouters      | 28 januari 1997   | Schalke 04 (-22)       |
| 6  | Belgien   | Jannes Van Hecke   | 15 januari 2002   | Zulte Waregem (-21)    |
| 7  | Belgien   | Geoffry Hairemans  | 21 oktober 1991   | Royal Antwerp (-19)    |
| 8  | Belgien   | Onur Kaya          | 20 april 1986     | Zulte Waregem (-18)    |
| 11 | Belgien   | Nikola Storm       | 30 september 1994 | Club Brügge (-18)      |
| 16 | Belgien   | Rob Schoofs        | 23 mars 1994      | Gent (-17)             |
| 17 | Kamerun   | Samuel Gouet       | 14 december 1997  | Rheindorf Altach (-21) |
| 33 | Brasilien | Vinicius Souza     | 17 juni 1999      | Lommel (-21)           |
| 37 | Belgien   | Bas Van den Eynden | 7 januari 2002    | KV Mechelen            |

| 10 | Frankrike | Élie Youan     | 7 april 1999    | St. Gallen (-22)      |
| 14 | Belgien   | Hugo Cuypers   | 7 februari 1997 | Olympiakos (-21)      |
| 19 | Sverige   | Kerim Mrabti   | 20 maj 1994     | Birmingham City (-20) |
| 20 | Sverige   | Gustav Engvall | 29 april 1996   | Bristol City (-18)    |
| 21 | Belgien   | Niklo Dailly   | 6 november 2001 | Anderlecht (-20)      |
| 35 | Ukraina   | Marian Shved   | 16 juli 1997    | Celtic (-20)          |

### Utlånade spelare
| Nr | Land    | Pos | Namn                                               |
| -- | ------- | --- | -------------------------------------------------- |
| -  | Belgien | MV  | Arno Valkenaers (i Thes Sport till 30 juni 2022)   |
| -  | Belgien | MF  | Gaétan Bosiers (i Helmond Sport till 30 juni 2022) |

| Nr | Land            | Pos | Namn                                              |
| -- | --------------- | --- | ------------------------------------------------- |
| -  | Belgien         | F   | Maxime De Bie (i Helmond Sport till 30 juni 2022) |
| -  | Elfenbenskusten | A   | William Togui (i RWDM till 30 juni 2022)          |

### Kända spelare
- Kennet Andersson
- Klas Ingesson
- John Bosman
- Erwin Koeman